# SMS Donau (1876)
Pour les autres navires du même nom, voir SMS Donau.
Le SMS Donau était une frégate à voile et à vapeur de la k.u.k. Kriegsmarine (Marine austro-hongroise) en service entre 1876 et 1888.

## Histoire
La construction de la frégate en bois SMS Donau, basée sur le projet de l'ingénieur C. Kuzmany, a été commandée au chantier Stabilimento Tecnico Triestinode Trieste, et l'unité a été posée le 18 juin 1873, lancée le 15 octobre 1874, achevée le 8 novembre 1876 et est entrée en service effectif dans la K.u.k. Kriegsmarine le 16 du même mois.

## Description technique
Le SMS Saida était une frégate de construction mixte, avec des armatures en fer et des bordages en acier et en bois, qui déplaçait 2 440 tonnes, mesurait 76,5 m de long, 12,67 m de large et avait un tirant d'eau de 6,07 m. 
L'appareil de propulsion était basé sur une machine à vapeur horizontale STT Trieste à 2 cylindres et 4 chaudières à 16 brûleurs délivrant une puissance maximale de 1 749 Psi (120 bar). Il entraînait une hélice bipale Griffith de 4,98 m de diamètre. La voilure, répartie sur trois mâts, atteignait 1 760 m². La vitesse maximale atteignable était de 11,32 nœuds (20,97 km/h), à 76 tours. 
L'armement était basé sur 11 pièces Krupp simples de 150 mm en batterie sur le pont, 10 pièces Krupp simples de 150 mm en batterie sur le pont, 1 pièce Krupp simple de 150 mm sur le pont arrière, 1 canon Uchatius de 70 mm et 2 canons à tir rapide de 25 mm sur le gaillard d'avant.

## Déploiement opérationnel
Le Donau part immédiatement pour une croisière d'entraînement avec des cadets de la marine à bord, atteignant d'abord la Méditerranée orientale, où il fait escale à Izmir et Syra, puis en 1877, il se dirige vers l'ouest, touchant Malte, Naples et Gibraltar. Il retourne ensuite en Méditerranée centrale (Alger, et Tunis) puis en Méditerranée orientale, atteignant Alexandrie, Beyrouth, Izmir, Syra. Sur le chemin du retour, à Smyrne, une épidémie de trachome se déclare à bord, et le Donau rentre à Pola le 23 décembre 1877, après plus d'un an de mer. 
En 1878, le Donau a effectué une autre croisière d'entraînement dans la mer Égée, et les années suivantes, jusqu'en 1883, le Donau a navigué dans la mer Adriatique, toujours engagé dans l'entraînement des cadets de la marine. 
Fin 1883, il part pour une longue croisière d'entraînement, faisant le tour de l'Afrique, via Gibraltar, en s'arrêtant dans les ports de Cape Town, Durban, Tulear, Nosy Be, Zanzibar, Aden, Suez, puis revient à Pola le 18 décembre 1884, après avoir été en mer 307 jours, avoir parcouru 21 117 milles nautiques (39 100 km), dont 13 623 (25 230 km) à la voile.
En octobre 1885, sous le commandement du capitaine de frégate ("Fregattenkapitän") Hermann Czeike von Halburg, il entreprend une croisière transocéanique, atteint Haïti et, le 24 décembre 1885, La Havane (Cuba), où le commandant du Donau, décédé entre-temps, est enterré.
En février 1886, le navire atteint New York et trouve une température de plusieurs degrés en dessous de zéro, ce qui oblige l'équipage à maintenir les chaudières en marche même lorsque le Donau est à l'ancre, afin de garder l'équipage au chaud.
Le 9 février, le nouveau commandant, le Fregattenkapitän Richard Pogatschnigg, embarque et la frégate repart vers sa patrie. En avril 1886, au milieu d'une tempête, elle atteint le port de Brest en France, puis Cherbourg, Portsmouth, Kiel et Cronstadt, où elle reçoit la visite de l'archiduc Charles-Louis et de son épouse. Le 28 août, l'équipage du Donau célèbre l'anniversaire de l'empereur François-Joseph Ier à Copenhague avec la représentation diplomatique danoise, puis entame le voyage de retour vers Pola, qu'il atteint en novembre 1886. 
En 1887, l'ensemble des machines a été démonté et en 1888, le Donau a été remorqué sur la piste de l'île des Oliviers à Pola. La reconstruction complète commença en octobre. En 1890, la nouvelle structure métallique est terminée.
Quelques années plus tard, en 1894, le Doanu entame sa deuxième vie. Le navire était désormais spécialement conçu pour des missions dans des pays lointains. Le premier voyage commença à Pola le 2 septembre 1894. Le Donau atteignit Tanger, Tenerife, Saint-Louis (Sénégal) au Sénégal, Dakar, Freetown en Sierra Leone, Lagos, Douala au Cameroun et arriva à Bahia le 7 février 1895. Le navire avait parcouru tout l'Océan Atlantique Sud. Le Donau a atteint le Cap en Afrique du Sud le 14 mars 1895 et plus tard la Martinique française.
Il est arrivé à New York le 27 juin 1895 pour participer aux festivités de la déclaration d'indépendance des États-Unis. Parti de Newport le 15 juillet, le Donau remonta l'Océan Atlantique et arriva à Pola, en passant par Lisbonne et Gibraltar, le 1er octobre 1895: le navire avait passé 280 jours en mer, 114 jours au mouillage, parcouru 27 668 milles nautiques (51 240 km), dont 23 272 (43 100 km) à la voile.

Un mois plus tard, nouvelle croisière de formation, avec les cadets de la marine à bord, d'abord dans la mer Egée et ensuite dans la mer Méditerranée occidentale jusqu'à Marseille, Palma de Majorque et Barcelone.
Le 1er juillet 1896, les élèves de la première promotion sont embarqués à Fiume pour une formation d'un an sur la croisière (Kreuzfatrh). En août, relève de l'équipage du croiseur SMS Kaiserin und Königin Maria Theresia. Sur le chemin de retour, sur la côte albanaise, ravitaillement en eau potable de la barque autrichienne "Nidia". Retour à Pola en septembre.
De nouveau en mer, à la suite d'une manipulation imprudente d'alcool à brûler, se déclenche un incendie dans la chambre de provision. Le coupable est mort, l'incendie a été éteint avec tous les moyens disponibles, la poudrière a été inondée. La provision sèche a dû être remplacée et le navire a été contraint de battre en retraite. L'enseigne de vaisseau Otto Graf Weiserheimb et le chef mécanicien Nezzo ont été décorés; l'ensemble de l'équipage a reçu des récompenses financières de l'empereur François-Joseph Ier.
En juillet, le Donau était de nouveau en mer avec les nouveaux cadets de la marine, sous les ordres du capitaine de frégate Emil Edler von Hermann, pour atteindre l'Amérique du Nord. La corvette atteignit Porto Rico le 19 janvier 1898, puis Saint-Domingue et Cuba. En février, le Donau se trouvait à la Nouvelle-Orléans où le commandant, souffrant d'une grave maladie cardiaque, fut démobilisé. Il devait mourir à Gênes lors de son retour au pays.
Le lieutenant de vaisseau Ludwig Ritter von Hőhnel devint le commandant provisoire jusqu'à la prise de commandement par le capitaine de frégate Victor Ritter Jenik-Zasadsky. Le 3 juin, le Donau a traversé l'Océan Atlantique et a jeté l'ancre à Glasgow. Le 1er septembre, il a parcouru 19 806 milles nautiques (36 700 km) à Pola, dont 16 360 (30 300 km) à la voile.
En 1899, nouvelle formation à la croisière du navire dans la mer Égée. En 1900, formation à la croisière avec les cadets de la marine en Amérique du Sud et en Asie orientale, aux ordres du capitaine de vaisseau Anton Haus, pour un tour du monde à la voile.
En un mois seulement, partant de Gibraltar, le Donau était à Montevideo le 26 juillet 1900, franchissait le Cap Horn et arrivait, au début de 1901, au Panama, au Costa Rica et au Guatemala. Après avoir traversé l'Océan Pacifique, le navire atteignit le Japon le 30 avril, où l'équipage et le commandant furent changés: le nouveau commandant estc Victor Bless de Sambuchi. Il a conduit le Donau sur le chemin du retour en passant par Hong Kong, Saigon, Singapour, Batavia, les îles Seychelles, Aden et le canal de Suez. Le navire a été armé à Pola.
En 1902, changement de chaudière. En 1906, il est transféré à Sebenico comme navire-caserne du navire-école des cadets.
Navire-caserne également après la Première Guerre mondiale, le Donau a été attribué à la Yougoslavie, il est renommé en 1921 dans la marine de guerre yougoslave, "Sibenik" et plus tard "Krka" et désigné comme navire-caserne de l'école des sous-officiers de marine.
Coulé le 16 novembre 1943 à Sebenico par des avions britanniques. Il est relevé et démantelé après la guerre.